# Rio Albac (Arieș)
O Rio Albac é um rio da Romênia afluente do rio Arieşul Mare, localizado no distrito de Alba.